# Museum Regiunal Surselva

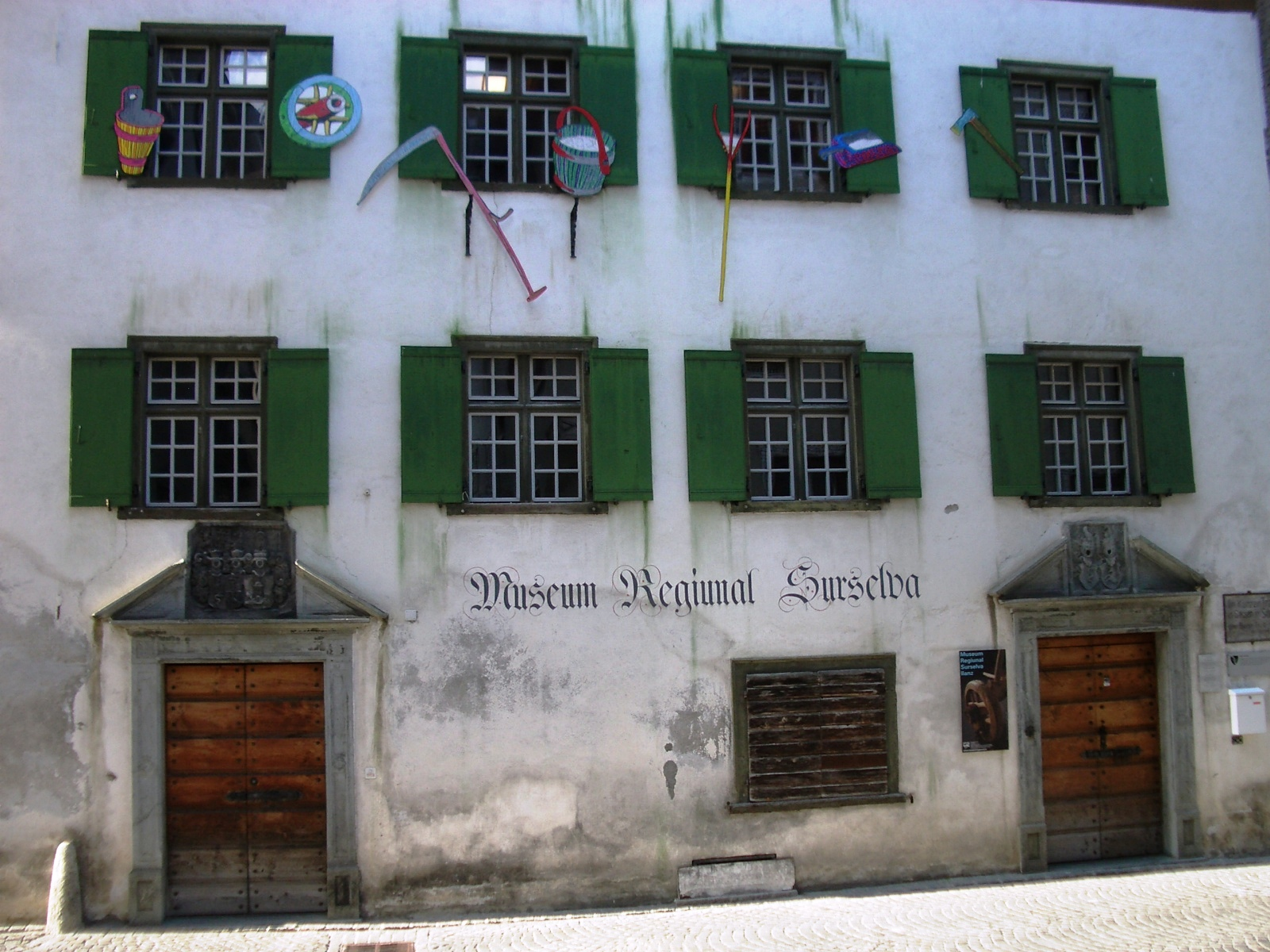
Casa Carniec aus dem
16. Jahrhundert

Das Museum Regiunal Surselva (deutsch: Regionalmuseum Bündner Oberland) ist ein ethnographisches Museum in Ilanz.

## Museum
Das seit 1988 bestehende zweisprachig deutsch-rätoromanisch konzipierte Museum ist in der Casa Carniec untergebracht, einem alten Patrizierhaus in der Altstadt. Es zeigt auf vier Etagen Exponate aus mehr als 60 Ortschaften der Surselva. Dabei berücksichtigt das Museum die Ethnien sowohl der Rätoromanen als auch der Deutschsprachigen, bei letzteren besonders der Walser (in der Surselva siedeln diese im Safiental und in Obersaxen). Es wird von der Stiftung «Museum Regiunal Surselva» getragen.

## Haus
1980 wurde die Casa Carniec von der ein Jahr zuvor gegründeten Stiftung «Museum Regiunal Surselva» erworben.
Die 'Casa' war die älteste Wohnstätte der Adelsfamilie Schmid von Grüneck aus Ilanz. Die Gewölbe im Keller und Erdgeschoss stammen aus dem Hochmittelalter. Der ehemalige Festsaal ist mit Wandmalereien aus der Mitte des 16. Jahrhunderts geschmückt. Die Bilder wurden «al secco» auf den trockenen Verputz gemalt. Die Motive sind eingebettet in Blumen-, Wein- und Eichenranken. Die ursprünglich rings um den Raum verlaufenden Bildbänder wurden durch bauliche Eingriffe teilweise zerstört. 1996–1998 wurden die Bilder restauriert.

## Galerie

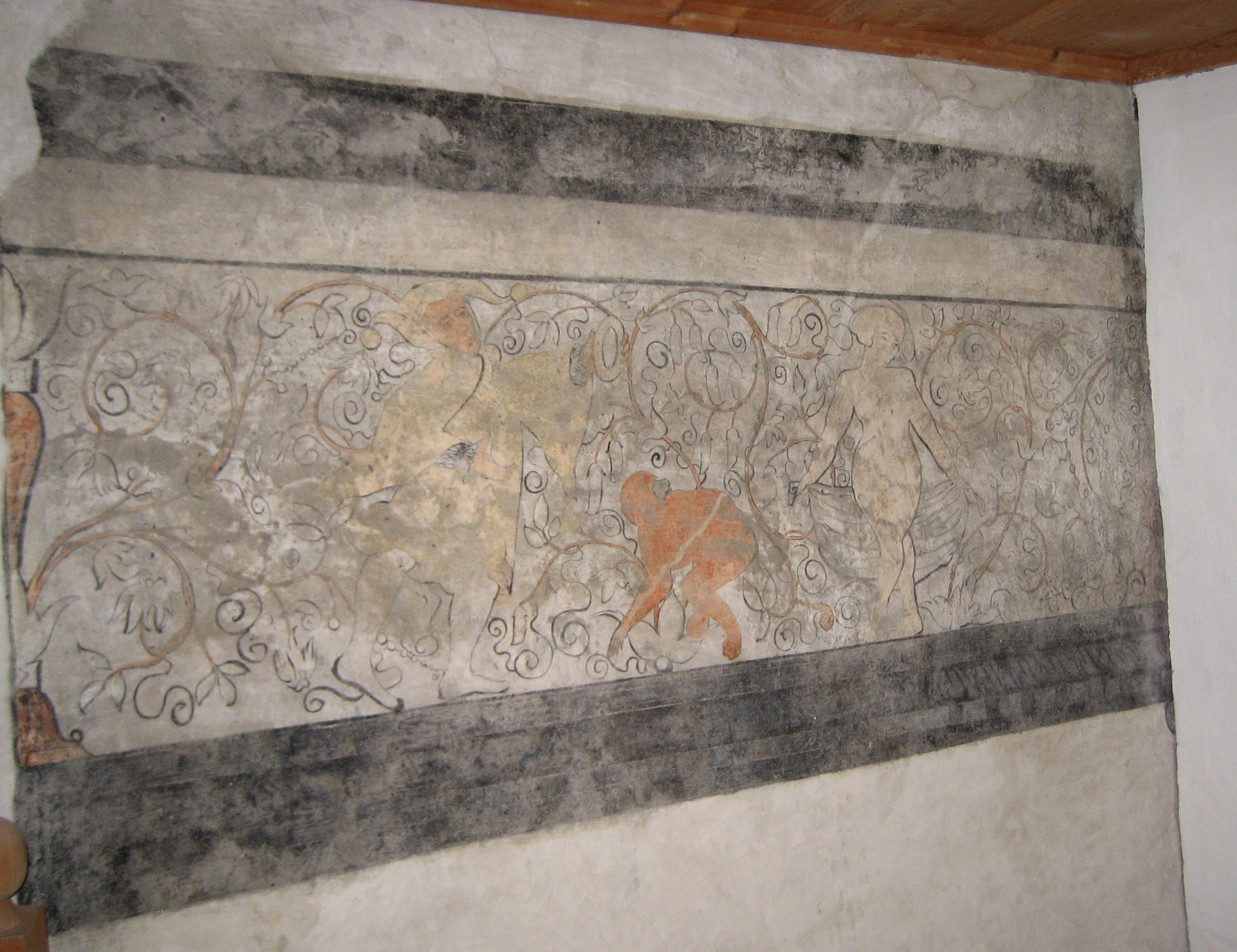
Affe, Narr mit Spiegel in der Hand, rechts die Göttin Fortuna
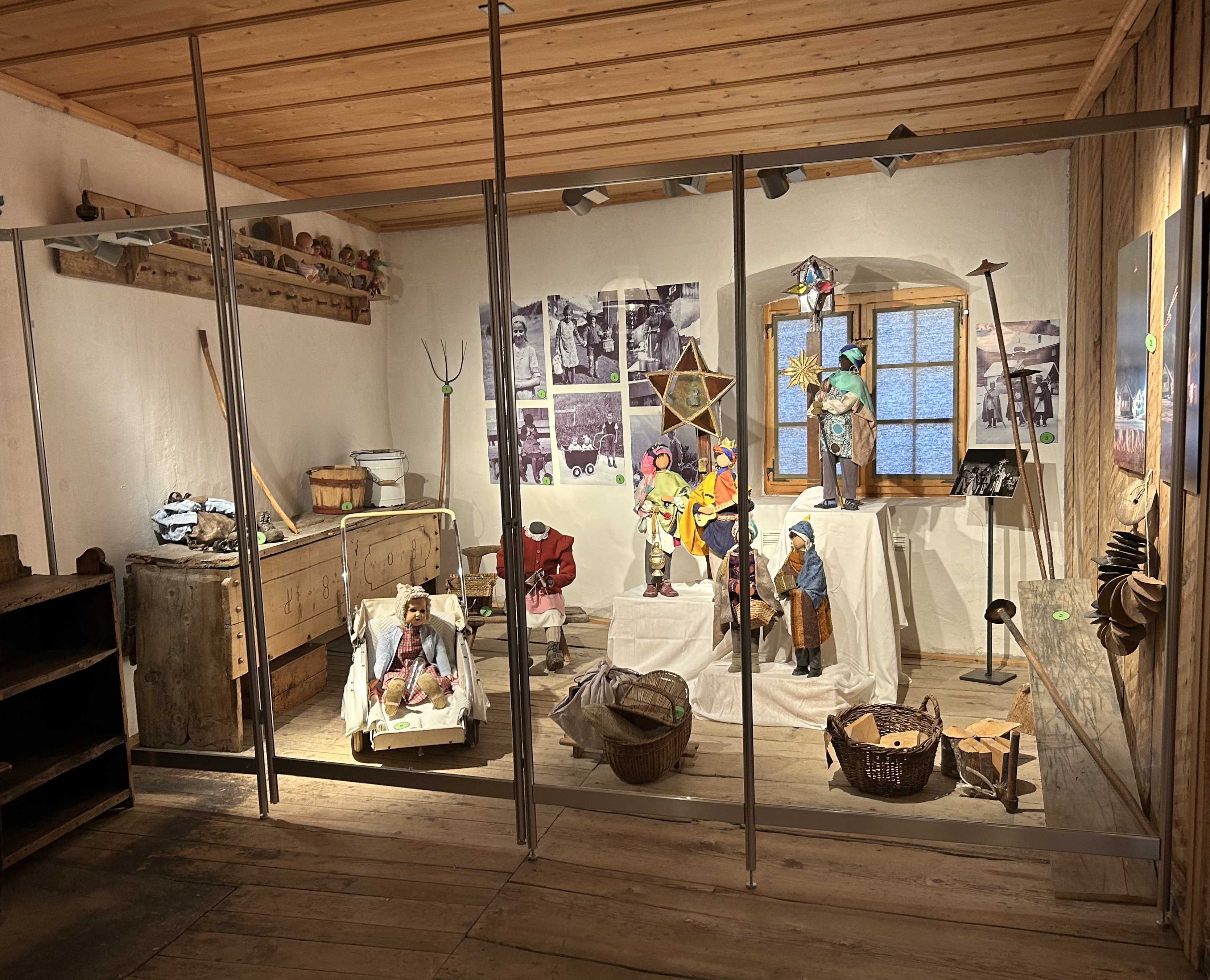
Bräuche
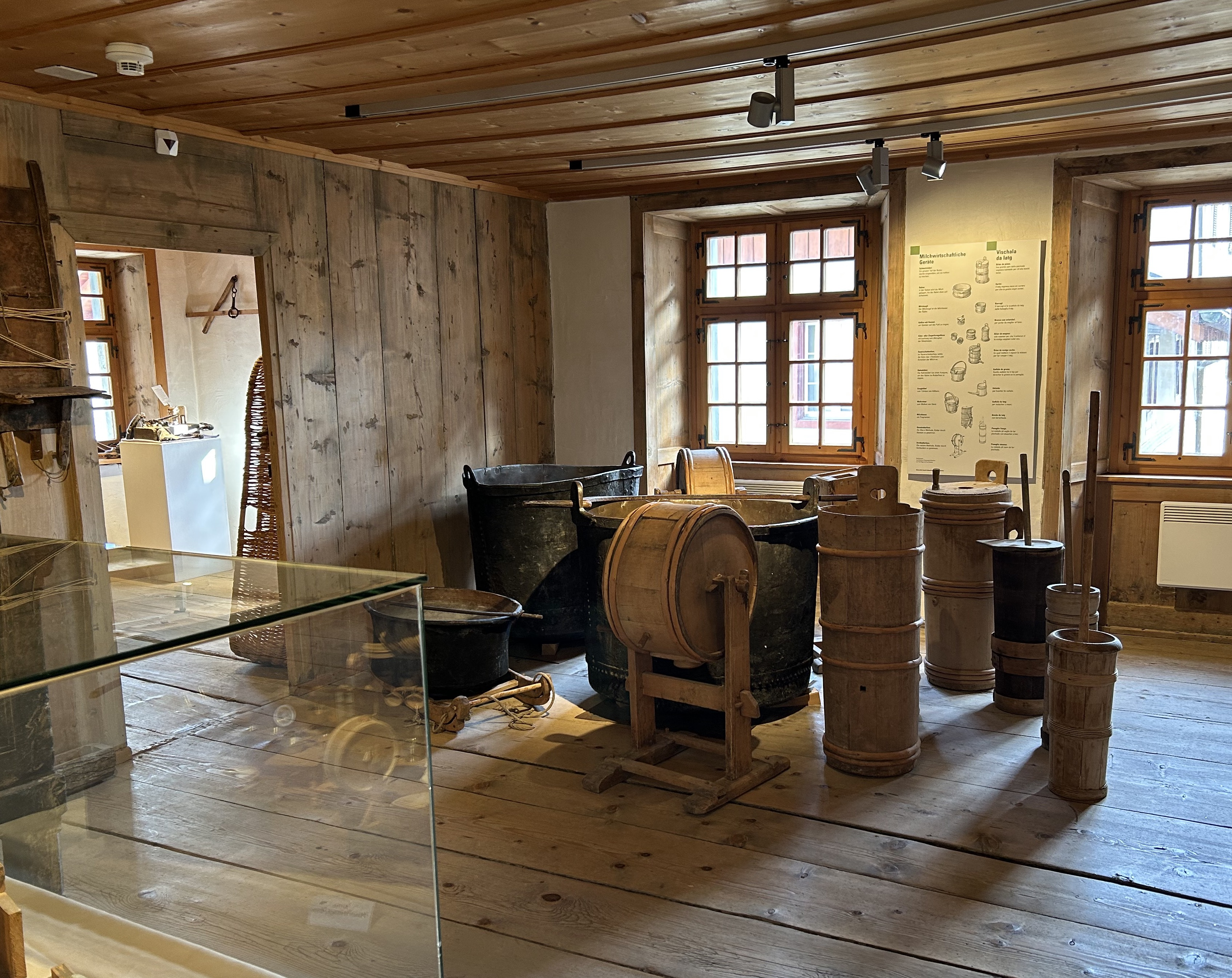
Sennerei
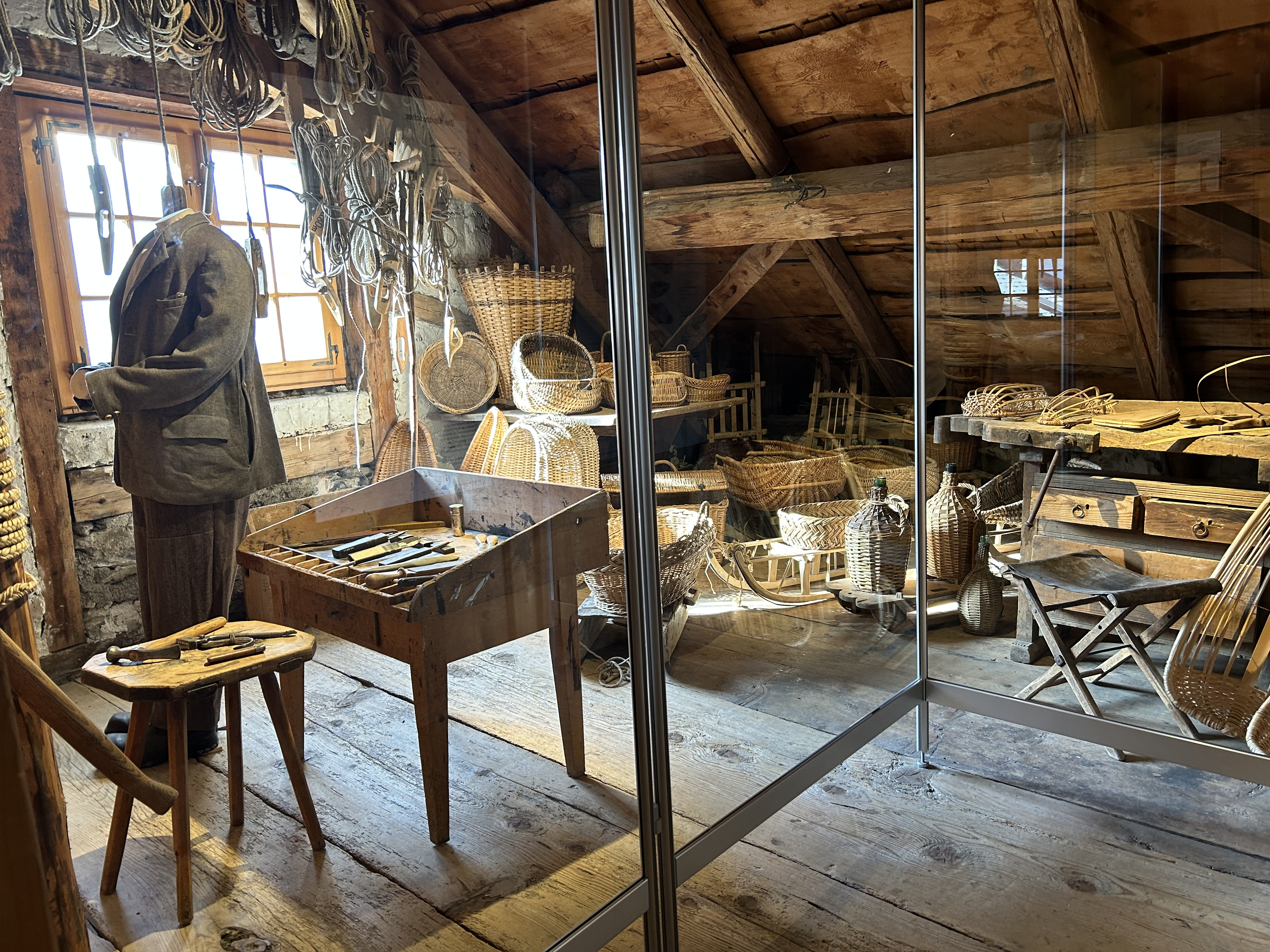
Korbflechterei
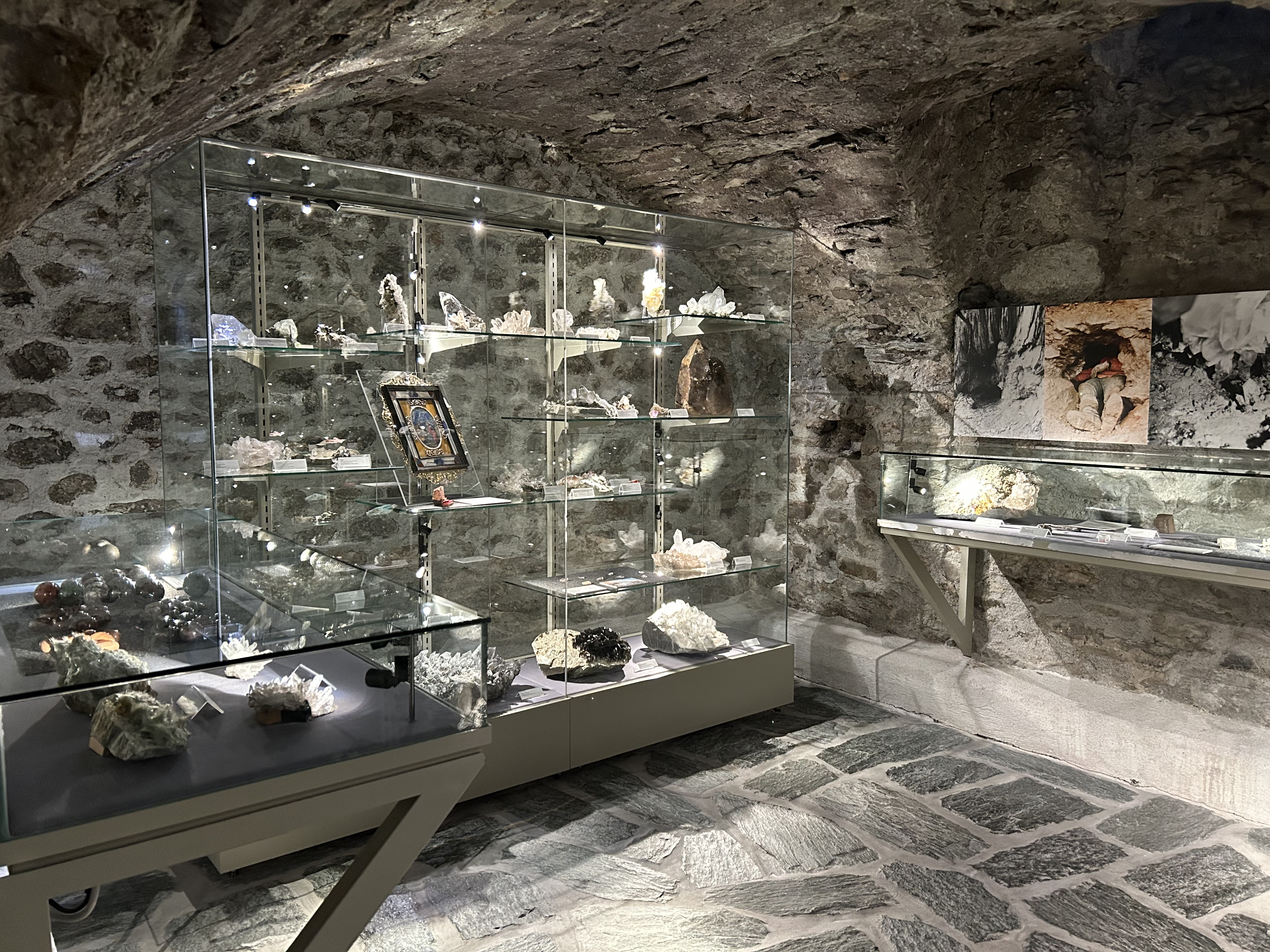
Kristallkeller